# NGC 2981
NGC 2981 este o galaxie spirală situată în constelația Leul. A fost descoperită în 27 martie 1886 de către .